# Pteris depauperata
Pteris depauperata är en kantbräkenväxtart som först beskrevs av Richard Henry Beddome, och fick sitt nu gällande namn av S. R. Ghosh. Pteris depauperata ingår i släktet Pteris och familjen Pteridaceae. Inga underarter finns listade.